# Коналл Кернах
Коналл Кернах (др.‑ирл. Conall Cernach) — герой уладского цикла ирландских саг. Его прозвище — «Кернах» объясняется по-разному: чаще всего, как «Победоносный» (англ. victorious, triumphant). Другие объяснения — «рогатый», «раздутый» или «владеющий сосудом». Переводя «Кернах», как «Рогатый», его обычно сопоставляют с галльским божеством Цернунном.

## Коналл в сагах

### Происхождение
Отцом Коналла был Амергин, сын Эккета Салаха, матерью — Финдхоэм. У его родителей не было детей, пока Финдхоэм не посетила друида, и тот не посоветовал ей выпить воды из некоего колодца. Финдхоэм выпила воду и вместе с ней проглотила маленького червячка. Тогда она забеременела. Брат Финдхоэм, великий коннахтский воин Кет, сын Магах защищал сестру, пока она не родила. Друиды прорекли, что Коналл убьёт больше половины мужчин в Коннахте, и что на его поясе всегда будет голова коннахтца. Кет решил убить ребёнка и попытался сломать ему шею, но Коналл выжил, оставшись на всю жизнь с кривой шеей.

### Внешность и характер
В саге «Пир Брикрена» Коналл описан, как «муж со светлыми кудрями, с длинными волосами… Лицо у него наполовину красное, наполовину белое». В «Разрушении Дома Да Дерга» говорится, что Коналл «прекрасней любого ирландца… Белее снега одна из его щёк, а другая красна, словно ягода. Голубее колокольчика один из его глаз, другой же чернее жука. Размером с корзину золотистая копна его волос, доходящих до бёдер и вьющихся, словно шерсть на голове барана». Во многих сагах упоминается косоглазие Коналла; несмотря на это, треть уладских женщин и девушек были влюблены в него, и, показывая свою любовь, косили, когда говорили с ним.
Американский исследователь мифологии У. Сэйерс предположил, что описание внешности Коналла в сагах (разные глаза, половина лица — белая, половина — красная, косоглазие, белая прядь над лбом) связана с синдромом Ваарденбурга, который встречается на севере Ирландии у предполагаемых потомков Коналла.
Коналл владел чудесным щитом, который по одним источникам назывался «Брикрен» («Пёстрый»), по другим — «Ламтапад» («Быстрая рука»). У него был боевой конь Красная Роса (др.‑ирл. Derg Druchtach): «была у того коня пёсья голова, так что в сражении и схватке грыз он тела людей». Коналл убивал коннахтцев каждую ночь, и никогда не спал без головы коннахтца у себя под коленом. Был женат на Лендабар, дочери Эогана, сына Дуртахта и имел нескольких сыновей (см. ниже, раздел «Генеалогия»).

### «Повесть о кабане Мак Дато»
Соперничество Коналла с его дядей — Кетом — продолжалось всю жизнь. На пиру в доме лейнстерского короля Мак Дато, где собрались воины Коннахта и Улада, возник спор о том, кто должен разрезать гигантскую свинью, которую приготовил Мак Дато для пира и получить «кусок героя» (cauradmír) — порцию, предоставляемую лучшему воину. Кет посрамил уладских воинов, похваляясь победами над каждым из них. Наконец, на пир прибыл Коналл Кернах. Кет признал своё поражение, но заметил, что если бы тут был его брат Анлуан, то исход состязания был бы иным. Коналл ответил: «Здесь он!», вынув из-за пояса голову Анлуана. Он швырнул голову Кету на грудь с такой силой, что у того хлынула кровь изо рта.

### «Пир Брикрена»
В саге «Пир Брикрена» Коналл также состязался за «кусок героя» с Кухулином и Лоэгайре. Брикрен обещал «кусок героя» каждому из воинов по отдельности, и когда на пиру колесничие героев встали и потребовали «кусок» каждый для своего хозяина, начался неминуемый конфликт. Конхобару удалось разнять воинов, но Брикрен в это время успел рассорить жён героев, сказав, что лучшей женщиной Улада будет та, что первой войдёт в пиршественный зал. Жена Лоэгайре — Федельм, жена Коналла — Лендабар и Эмер со всех ног бросились бежать к дому. Испуганные улады закрыли двери. Коналл и Лоэгайре выбили брёвна, чтобы их жёны могли войти, а Кухулин поднял стену дома. Было решено отправить героев к Айлилю и Медб, чтобы решить вопрос о первенстве. Медб и Айлиль присудили первенство Кухулину, но Коналл и Лоэгайре не согласились с этим; не удовлетворило их и решение мунстерского короля Ку Рои. Наконец, в Эмайн махе появился гигант, который предложил уладам «сделку героя»: они отрубят ему голову, а на следующий день он отрубит голову кому-то из них. Воин Муйнремар отрубил голову гиганту, тот забрал её и ушёл, явившись на следующий день. Ни Лоэгайре, ни Коналл не захотели участвовать в сделке. Только Кухулин ответил на вызов. Гигант не стал отрубать Кухулину голову и провозгласил его главным героем Ирландии, которому отныне и вовеки будет принадлежать «кусок героя» (в облике гиганта явился сам Ку Рои).

### «Похищение стад Фроэха»
Коналл помог герою Фроэху вернуть свою жену и скот, которых похитили и увезли за море. В поисках Коналл и Фроэх добрались якобы до Альп. Там они нашли жену Фроэха в крепости, которую охраняла змея. Змея «бросилась… на Коналла Кернаха и попала в его боевой пояс». Герои освободили стада и семью Фроэха, и тогда «выпустил Коналл змею, и никто из них не причинил вреда другому».

### «Осада Эдара»
В этой саге описывается поединок Коналла с королём Лейнстера Мес Гегрой. Незадолго до этого Мес Гегра поссорился со своим колесничим, и тот отрубил ему руку. Коналл согласился на честный бой: чтобы уравнять шансы, он привязал свою руку к боку. Несмотря на это, Коналл победил Мес Гегру и отрубил ему голову. Слуга Коналла не смог унести голову Мес Гегры; тогда Коналл приказал вынуть из неё мозг и, смешав его с известью, сделать известковый шар-мяч. Позднее Кет использовал этот мяч, чтобы убить Конхобара.

### Смерть Кухулина
Коналл и Кухулин поклялись друг другу, что если одного из них убьют, то другой отомстит за него до заката. Когда Лугайд, сын Ку Рои и Эрк убили Кухулина, Коналл бросился за ними в погоню. Лугайд также потерял руку, и Коналл снова согласился на честный бой — одной рукой. Победить Лугайда ему удалось только когда его конь — Красная Роса — выхватил у Лугайда кусок мяса из бока, «так что все внутренности вывалились к его ногам». Коналл принёс головы Лугайда и Эрка в Тару; увидев их, сестра Эрка Ахалл умерла от горя, и в её честь в Таре был назван курган Ахалл.

### Поединок с Кетом
После очередного нападения Кета на уладов, когда он добыл двадцать семь голов воинов, Коналл пустился преследовать его. Он не захотел напасть на Кета, который один со своим колесничим готовил еду в пустом доме. Но наконец они встретились у места, которое позднее получило название «Брод Кета». Коналл убил Кета, но сам чуть не погиб. Его подобрал человек по имени Белху, который выходил его, но потом всё же решил убить: он приказал своим сыновьям заколоть Коналла в постели. Коналл догадался об этом замысле и заставил Белху лечь на своё место. Сыновья Белху убили своего отца; тогда Коналл зарубил их и принёс домой четыре головы.

### Последние годы жизни
После того, как погиб Конхобар, а затем и его сын — Кормак Конд Лонгас — улады предложили Коналлу стать королём. Он отказался и предложил вместо себя своего воспитанника Кускрайда, младшего сына Конхобара. Последние годы он прожил с Айлилем и Медб, развлекая коннахтцев рассказами о том, как он убивал их сыновей. Медб подговорила Коналла убить своего мужа Айлиля, который изменял ей. Коналл убил Айлиля, бежал, но коннахтцы настигли и убили его. Голова Коналла оказалась такой большой, что «четыре годовалых телёнка могли бы уместиться в ней, или четыре игрока в фидхелл, или пара на ложе». Согласно фольклорной традиции, это произошло там, где теперь находится город Балликоннел в графстве Каван.

## Генеалогия
Коналл фигурирует в средневековых ирландских генеалогиях, как предок королей Дал Арайде и королевского рода Уи Эхах Кобо. Согласно Джеффри Китингу, его потомком также был легендарный Верховный король Мал, сын Рохриде. От сына Коналла — Лугайда Лойгше — якобы происходило племя Лойгше, давшее своё название современному графству Лишь. Кроме того, потомками Коналла считалось племя Конайлле Муиртемне и семь племён Согайн.